# Kim Phyong-hae
Kim Phyong-hae (김평해?, Kim Phyong-haeLR; Chŏnch'ŏn, 8 ottobre 1941) è un politico nordcoreano.

## Carriera
Kim, secondo quanto riferito dai media nordcoreani, nacque l'8 ottobre 1941 in una località non nota della penisola coreana. Fece la sua prima apparizione politica nel 1989, quando venne nominato segretario del Partito del lavoro di Corea per la città di Pyongyang carica che gli fu tolta nel 1996. Nel 1997 venne nominato, per conto del partito, governatore della provincia di P'yŏngan Settentrionale. Il 28 settembre 2010 fu messo a capo del dipartimento per gli affari del Partito del lavoro di Corea. Venne tolto da tale incarico il 31 dicembre 2019 e da allora non ne ha più ricevuti degli altri.